# Anacardium spruceanum
Anacardium spruceanum är en sumakväxtart som beskrevs av George Bentham och Adolf Engler. Anacardium spruceanum ingår i släktet cashewsläktet, och familjen sumakväxter. Inga underarter finns listade i Catalogue of Life.